# Harveypatti
Harveypatti là một thị xã panchayat của quận Madurai thuộc bang Tamil Nadu, Ấn Độ.

## Nhân khẩu
Theo điều tra dân số năm 2001 của Ấn Độ, Harveypatti có dân số 8135 người. Phái nam chiếm 50% tổng số dân và phái nữ chiếm 50%. Harveypatti có tỷ lệ 83% biết đọc biết viết, cao hơn tỷ lệ trung bình toàn quốc là 59,5%: tỷ lệ cho phái nam là 87%, và tỷ lệ cho phái nữ là 79%. Tại Harveypatti, 10% dân số nhỏ hơn 6 tuổi.